# Creobroter fuscoareatus
Creobroter fuscoareatus är en bönsyrseart som beskrevs av Henri Saussure 1870. Creobroter fuscoareatus ingår i släktet Creobroter och familjen Hymenopodidae. Inga underarter finns listade i Catalogue of Life.